# Stygotantulus stocki
Stygotantulus stocki is een kreeftachtigensoort uit de familie van de Basipodellidae. De wetenschappelijke naam van de soort is voor het eerst geldig gepubliceerd in 1989 door Boxshall & Huys.